# Fase final da Copa Libertadores da América de 2017
A fase final da Copa Libertadores da América de 2017 compreendeu as disputas de oitavas de final, quartas de final, semifinal e final. As equipes se enfrentaram em jogos eliminatórios de ida e volta em cada fase, e a que somasse mais pontos se classificou as fases seguintes.

## Critérios de desempate
Se em um cruzamento as determinadas equipes igualarem em pontos, o primeiro critério de desempate seria o saldo de gols. Caso empatassem no saldo, o gol marcado na casa do adversário entraria em consideração. Persistindo o empate, a vaga seria decidida em disputa por pênaltis.

## Sorteio
Para determinar todos os cruzamentos da fase final, a CONMEBOL passou a adotar a partir dessa edição o formato de sorteio, que foi realizado no Centro de Convenções da CONMEBOL em Luque, no Paraguai, a 14 de junho.
Para determinar a distribuição das equipes através dos potes, foi levado em consideração o desempenho das equipes na fase de grupos. As equipes que finalizaram em primeiro lugar nos grupos encontraram-se no Pote 1, e as equipes que se classificaram em segundo lugar no Pote 2.
| Pote 1                                                                          | Pote 2 |
| ------------------------------------------------------------------------------- | --- |
| Atlético Mineiro Lanús Grêmio River Plate Palmeiras Santos Botafogo San Lorenzo | Godoy Cruz Guaraní Emelec Barcelona de Guayaquil Atlético Paranaense The Strongest Jorge Wilstermann Nacional |

Além de determinar os potes, o desempenho das equipes na fase de grupos determina os mandos de campo até a final, sendo que os primeiros dos grupos estão ranqueados de 1 a 8 e os segundo colocados de 9 a 16. Num cruzamento a equipe de melhor ranking sempre realizará o jogo de volta em casa.

## Oitavas de final
| Chave | Equipe 1               | Total       | Equipe 2         | Ida | Volta |
| ----- | ---------------------- | ----------- | ---------------- | --- | ----- |
| A     | Guaraní                | 1–3         | River Plate      | 0–2 | 1–1   |
| B     | Atlético Paranaense    | 2–4         | Santos           | 2–3 | 0–1   |
| C     | Nacional               | 0–3         | Botafogo         | 0–1 | 0–2   |
| D     | Emelec                 | 1–1 (4–5 p) | San Lorenzo      | 0–1 | 1–0   |
| E     | The Strongest          | 1–2         | Lanús            | 1–1 | 0–1   |
| F     | Godoy Cruz             | 1–3         | Grêmio           | 0–1 | 1–2   |
| G     | Barcelona de Guayaquil | 1–1 (5–4 p) | Palmeiras        | 1–0 | 0–1   |
| H     | Jorge Wilstermann      | 1–0         | Atlético Mineiro | 1–0 | 0–0   |

### Chave A
| 4 de julho    | Guaraní | 0 – 2     | River Plate               | Estádio Defensores del Chaco, Assunção                       |
| 20:45 (UTC−4) |         | Relatório | Scocco 36' · Larrondo 87' | Público: 15 000[carece de fontes?] Árbitro: URU Andrés Cunha |

| 8 de agosto   | River Plate | 1 – 1     | Guaraní     | Estádio Monumental de Núñez, Buenos Aires                      |
| 21:45 (UTC−3) | Alario 51'  | Relatório | Palau 45+1' | Público: 50 000[carece de fontes?] Árbitro: ECU Roddy Zambrano |

### Chave B
| 5 de julho    | Atlético Paranaense    | 2 – 3     | Santos                              | Estádio Vila Capanema, Curitiba            |
| 19:15 (UTC−3) | Nikão 6' · Éderson 71' | Relatório | Kayke 24', 67' · Bruno Henrique 56' | Público: 13 770 Árbitro: CHI Roberto Tobar |

| 10 de agosto  | Santos             | 1 – 0     | Atlético Paranaense | Estádio Vila Belmiro, Santos                |
| 21:45 (UTC−3) | Bruno Henrique 77' | Relatório |                     | Público: 12 380 Árbitro: ARG Mauro Vigliano |

### Chave C
| 6 de julho    | Nacional | 0 – 1     | Botafogo       | Estádio Gran Parque Central, Montevidéu                         |
| 21:45 (UTC−3) |          | Relatório | João Paulo 37' | Público: 12 000<[carece de fontes?] Árbitro: CHI Julio Bascuñán |

| 10 de agosto  | Botafogo                           | 2 – 0     | Nacional | Estádio Nilton Santos, Rio de Janeiro      |
| 19:15 (UTC−3) | Bruno Silva 2' · Rodrigo Pimpão 5' | Relatório |          | Público: 40 050 Árbitro: COL Wilmar Roldán |

### Chave D
| 6 de julho    | Emelec | 0 – 1     | San Lorenzo   | Estádio George Capwell, Guaiaquil                                |
| 19:45 (UTC−5) |        | Relatório | Belluschi 25' | Público: 28 000[carece de fontes?] Árbitro: COL Wilson Lamouroux |

| 10 de agosto  | San Lorenzo | 0 – 1     | Emelec     | Estádio Nuevo Gasómetro, Buenos Aires                           |
| 21:45 (UTC−3) |             | Relatório | Lastra 47' | Público: 25 000<[carece de fontes?] Árbitro: BRA Wilton Sampaio |

|                                                  |     | Penalidades                              |  |
| Blandi Caruzzo Angeleri Gudiño Belluschi Reneiro | 5–4 | Gaibor Preciado Luna Píriz Caicedo Ramos |  |

### Chave E
| 6 de julho    | The Strongest     | 1 – 1     | Lanús        | Estádio Hernando Siles, La Paz                                 |
| 18:15 (UTC−4) | D. Bejarano 90+1' | Relatório | Pasquini 36' | Público: 28 000[carece de fontes?] Árbitro: BRA Wilton Sampaio |

| 8 de agosto   | Lanús    | 1 – 0     | The Strongest | Estádio La Fortaleza, Lanús                                  |
| 19:15 (UTC−3) | Sand 84' | Relatório |               | Público: 14 000[carece de fontes?] Árbitro: URU Andrés Cunha |

### Chave F
| 4 de julho    | Godoy Cruz | 0 – 1     | Grêmio    | Estádio Malvinas Argentinas, Mendoza                            |
| 19:15 (UTC−3) |            | Relatório | Ramiro 1' | Público: 17 000[carece de fontes?] Árbitro: PER Víctor Carrillo |

| 9 de agosto   | Grêmio               | 2 – 1     | Godoy Cruz    | Arena do Grêmio, Porto Alegre                                   |
| 19:15 (UTC−3) | Pedro Rocha 28', 58' | Relatório | J. Correa 13' | Público: 38 797[carece de fontes?] Árbitro: PAR Enrique Cáceres |

### Chave G
| 5 de julho    | Barcelona de Guayaquil | 1 – 0     | Palmeiras | Estádio Monumental, Guaiaquil                 |
| 19:45 (UTC−5) | Álvez 90+1'            | Relatório |           | Público: 33 118 Árbitro: ARG Patricio Loustau |

| 9 de agosto   | Palmeiras  | 1 – 0     | Barcelona de Guayaquil | Allianz Parque, São Paulo                  |
| 21:45 (UTC−3) | Moisés 50' | Relatório |                        | Público: 38 310 Árbitro: ARG Néstor Pitana |

|                                                    |     | Penalidades                                |  |
| Guerra Tchê Tchê Bruno Henrique Keno Moisés Egídio | 4–5 | Álvez Oyola Castillo M. Caicedo Díaz Ayoví |  |

### Chave H
| 5 de julho    | Jorge Wilstermann | 1 – 0     | Atlético Mineiro | Estádio Félix Capriles, Cochabamba                               |
| 20:45 (UTC−4) | Álvarez 40'       | Relatório |                  | Público: 25 000[carece de fontes?] Árbitro: URU Daniel Fedorczuk |

| 9 de agosto   | Atlético Mineiro | 0 – 0     | Jorge Wilstermann | Estádio Mineirão, Belo Horizonte         |
| 21:45 (UTC−3) |                  | Relatório |                   | Público: 36 018 Árbitro: VEN José Argote |

## Quartas de final
| Chave | Equipe 1               | Total       | Equipe 2    | Ida | Volta |
| ----- | ---------------------- | ----------- | ----------- | --- | ----- |
| S1    | Jorge Wilstermann      | 3–8         | River Plate | 3–0 | 0–8   |
| S2    | Barcelona de Guayaquil | 2–1         | Santos      | 1–1 | 1–0   |
| S3    | Botafogo               | 0–1         | Grêmio      | 0–0 | 0–1   |
| S4    | San Lorenzo            | 2–2 (3–4 p) | Lanús       | 2–0 | 0–2   |

### Chave S1
| 14 de setembro | Jorge Wilstermann                      | 3 – 0     | River Plate | Estádio Félix Capriles, Cochabamba                           |
| 20:45 (UTC−4)  | Zenteno 4' · Álvarez 50' · Machado 81' | Relatório |             | Público: 27 000[carece de fontes?] Árbitro: BRA Sandro Ricci |

| 21 de setembro | River Plate                                                    | 8 – 0     | Jorge Wilstermann | Estádio Monumental de Núñez, Buenos Aires                      |
| 19:15 (UTC−3)  | Scocco 8', 13', 19', 46', 57' · Pérez 35', 66' · Fernández 52' | Relatório |                   | Público: 55 000[carece de fontes?] Árbitro: CHI Julio Bascuñán |

### Chave S2
| 13 de setembro | Barcelona de Guayaquil | 1 – 1     | Santos             | Estádio Monumental, Guaiaquil                                    |
| 19:45 (UTC−5)  | Álvez 78'              | Relatório | Bruno Henrique 46' | Público: 30 747[carece de fontes?] Árbitro: URU Daniel Fedorczuk |

| 20 de setembro | Santos | 0 – 1     | Barcelona de Guayaquil | Estádio Vila Belmiro, Santos                 |
| 21:45 (UTC−3)  |        | Relatório | Álvez 67'              | Público: 12 730 Árbitro: PER Víctor Carrillo |

### Chave S3
| 13 de setembro | Botafogo | 0 – 0     | Grêmio | Estádio Nilton Santos, Rio de Janeiro    |
| 21:45 (UTC−3)  |          | Relatório |        | Público: 36 034 Árbitro: VEN José Argote |

| 20 de setembro | Grêmio      | 1 – 0     | Botafogo | Arena do Grêmio, Porto Alegre                 |
| 21:45 (UTC−3)  | Barrios 62' | Relatório |          | Público: 50 517 Árbitro: ARG Patricio Loustau |

### Chave S4
| 13 de setembro | San Lorenzo           | 2 – 0     | Lanús | Estádio Nuevo Gasómetro, Buenos Aires                         |
| 19:15 (UTC−3)  | Blandi 33', 50' (pen) | Relatório |       | Público: 30 000[carece de fontes?] Árbitro: COL Wilmar Roldán |

| 21 de setembro | Lanús                   | 2 – 0     | San Lorenzo | Estádio La Fortaleza, Lanús                                     |
| 21:45 (UTC−3)  | Sand 10' · Pasquini 15' | Relatório |             | Público: 15 000[carece de fontes?] Árbitro: PAR Enrique Cáceres |

|                                 |       | Penalidades                              |  |
| Silva Pasquini Braghieri Acosta | 4 – 3 | Belluschi Caruzzo Rodríguez Botta Blandi |  |

## Semifinais
| Chave | Equipe 1               | Total | Equipe 2 | Ida | Volta |
| ----- | ---------------------- | ----- | -------- | --- | ----- |
| F1    | River Plate            | 3–4   | Lanús    | 1–0 | 2–4   |
| F2    | Barcelona de Guayaquil | 1–3   | Grêmio   | 0–3 | 1–0   |

### Chave F1
| 24 de outubro | River Plate | 1 – 0     | Lanús | Estádio Monumental de Núñez, Buenos Aires                      |
| 19:15 (UTC−3) | Scocco 81'  | Relatório |       | Público: 55 000[carece de fontes?] Árbitro: BRA Wilton Sampaio |

| 31 de outubro | Lanús                                        | 4 – 2     | River Plate                    | Estádio La Fortaleza, Lanús                                   |
| 21:15 (UTC−3) | Sand 45', 46' · Acosta 61' · Silva 68' (pen) | Relatório | Scocco 17' (pen) · Montiel 22' | Público: 30 000[carece de fontes?] Árbitro: COL Wilmar Roldán |

### Chave F2
| 25 de outubro | Barcelona de Guayaquil | 0 – 3     | Grêmio                     | Estádio Monumental, Guaiaquil                                 |
| 18:45 (UTC−5) |                        | Relatório | Luan 7', 50' · Edílson 20' | Público: 52 500[carece de fontes?] Árbitro: ARG Néstor Pitana |

| 1 de novembro | Grêmio | 0 – 1     | Barcelona de Guayaquil | Arena do Grêmio, Porto Alegre              |
| 21:45 (UTC−2) |        | Relatório | Álvez 32'              | Público: 54 128 Árbitro: CHI Roberto Tobar |

## Final
O campeão da Copa Libertadores 2017 garante o direito de participar da Copa do Mundo de Clubes da FIFA de 2017. Além do Mundial de Clubes, o campeão adquire o direito de participar da Recopa Sul-Americana de 2018 contra o campeão da Copa Sul-Americana de 2017.
| Equipe 1 | Total | Equipe 2 | Ida | Volta |
| -------- | ----- | -------- | --- | ----- |
| Grêmio   | 3–1   | Lanús    | 1–0 | 2–1   |

| 22 de novembro | Grêmio     | 1 – 0     | Lanús | Arena do Grêmio, Porto Alegre               |
| 21:45 (UTC−2)  | Cícero 82' | Relatório |       | Público: 55 188 Árbitro: CHI Julio Bascuñán |

| 29 de novembro | Lanús          | 1 – 2     | Grêmio                     | Estádio La Fortaleza, Lanús                                     |
| 20:45 (UTC−3)  | Sand 71' (pen) | Relatório | Fernandinho 26' · Luan 41' | Público: 45 000[carece de fontes?] Árbitro: PAR Enrique Cáceres |